# Arenaria reptans
Arenaria reptans är en nejlikväxtart som beskrevs av William Botting Hemsley. Arenaria reptans ingår i släktet narvar, och familjen nejlikväxter. Inga underarter finns listade i Catalogue of Life.